# Noga
Noga (hebrejsky נֹגַהּ, doslova „Venuše“, v oficiálním přepisu do angličtiny Nogah) je vesnice typu mošav v Izraeli, v Jižním distriktu, v Oblastní radě Lachiš.

## Geografie
Leží v nadmořské výšce 109 metrů v pobřežní nížině, v regionu Šefela.
Obec se nachází 14 kilometrů od břehu Středozemního moře, cca 50 kilometrů jižně od centra Tel Avivu, cca 54 kilometrů jihozápadně od historického jádra Jeruzalému a 6 kilometrů západně od města Kirjat Gat. Nogu obývají Židé, přičemž osídlení v tomto regionu je etnicky převážně židovské.
Noga je na dopravní síť napojena pomocí lokální silnice číslo 352, jež severně od vesnice ústí do dálnice číslo 35.

## Dějiny
Noga byla založena v roce 1955. Šlo o součást jednotně koncipované sídelní sítě budované v regionu Chevel Lachiš po vzniku státu Izrael. Zakladateli mošavu byli Židé z Iráku a Íránu. Místní ekonomika je založena na zemědělství (pěstovánní zeleniny, polních plodin, citrusů a révy). Funguje tu obchod se smíšeným zbožím a sportovní areály. Poblíž vesnice se rozkládá regionální hřbitov.

## Demografie
Podle údajů z roku 2014 tvořili naprostou většinu obyvatel v Noga Židé (včetně statistické kategorie "ostatní", která zahrnuje nearabské obyvatele židovského původu ale bez formální příslušnosti k židovskému náboženství).
Jde o menší obec vesnického typu s dlouhodobě rostoucí populací. K 31. prosinci 2014 zde žilo 546 lidí. Během roku 2014 populace stoupla o 4,6 %.
| Rok            | 1961 | 1972 | 1983 | 1995 | 2001 | 2003 | 2004 | 2005 | 2006 | 2007 | 2008 | 2009 | 2010 | 2011 | 2012 | 2013 | 2014 |
| -------------- | ---- | ---- | ---- | ---- | ---- | ---- | ---- | ---- | ---- | ---- | ---- | ---- | ---- | ---- | ---- | ---- | ---- |
| Počet obyvatel | 451  | 510  | 423  | 335  | 328  | 333  | 332  | 331  | 342  | 364  | 368  | 456  | 465  | 485  | 503  | 522  | 546  |